# Шира (озеро)
Шира́ (хак. Сыра кӧл — «лекарственное озеро») — меромиктическое озеро в России. Расположено на территории Жемчужненского сельсовета Ширинского района Республики Хакасия. Высота над уровнем моря — 353 м.

## Этимология
По Бутанаеву озеро Шира, в старой транскрипции озеро Широ, происходит от хак. Сыра кӧл — «лекарственное озеро». Корзухин И. А. определяет значение по-русски «железное озеро». Согласно лингвисту Катанову Шира-куль означает «желтое озеро», возможно общий жёлтый колорит вокруг озера послужил основанием к наименованию, озеро Шира лежит в котловине, окруженное невысокими безлесными холмами, покрытыми скудной травянистой растительностью, всюду из под травянистого покрова холмов просвечивает жёлтая почва.

## География
Расположено в северо-западной части Хакасии по правой стороне Белого Июса, к северу от высокой холмистой гряды, идущей от вершин Уйбата к берегу Енисея, в неглубокой межгорной впадине в Северо-Минусинской (Чулымо-Енисейской) котловине в 340 км к юго-западу от Красноярска, в 160 км северо-западнее Абакана, в 15 км на восток по автодороге от станции Шира в одноимённом селе Шира, центре района. В 4 км к западу от озера находится пресноводное озеро Иткуль, в 9 км к северу лежит самый крупный минеральный водоём Хакасии — озеро Белё. И ещё ряд озёр: Тусту-куль, Фыркалово, Матараково, Кызын-куль, Бей-булук, Красное, Горькое, Утиное, Собачье, Спирино, Шунет (более 50). С возвышения Крестовой горы вблизи Шира видно до девяти озёр на небольшом расстоянии друг от друга. Долина озера Шира и окружающих её местностей относится к серии красных девонских пластов.
Водоём окружает лесостепь с мягкими очертаниями дальних предгорий. Берега Шира безлесные и только в западной части встречаются небольшие берёзовые колки. Дно озера уступами поднимается к пологим песчаным берегам, образующим удобные пляжи. Редкое сочетание сухого климата степей и озёрного воздуха создаёт уникальный, целебный климат.
Своеобразие геологического происхождения и специфические климатические условия предопределили особый научно-образовательный интерес к этой территории. Озеро относится к числу водоемов, изучение которых является предметом международных программ, на его берегах расположен научный стационар Института биофизики Сибирского отделения Российской академии наук. В непосредственной близости расположены полевые, учебные базы ведущих университетов Томска, Красноярска и Новосибирска. Результаты многолетних современных исследований на территории участка озеро Шира в Государственном природном заповеднике Хакасский проведены и обобщены коллективом авторов в опубликованных научных материалах.
На западном берегу озера расположен посёлок Жемчужный, с находящимися здесь санаториями «Курорта „Озеро Шира“».
В окрестностях Шира находится большое количество памятных стел и менгиров. В воспоминаниях Мартьянова Н. Н. упоминается, что татары видели на дне Шира озера развалины домов и стен.

## Физические свойства

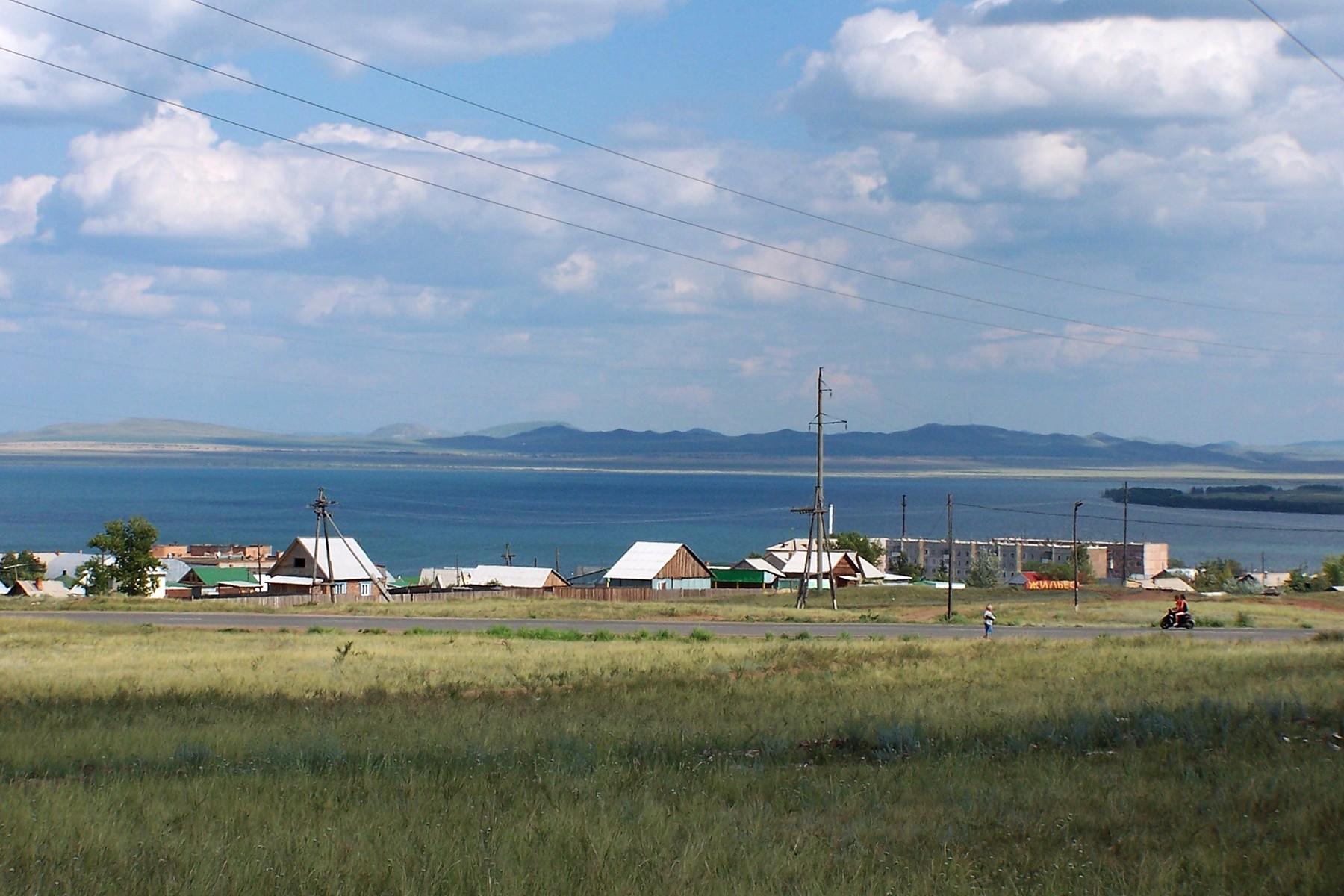
Озеро Шира и посёлок Жемчужный

Площадь водного зеркала — 35,9 км². Площадь водосборного бассейна — 1020 км². Длина озера с северо-запада на юго-восток — 9,35 км, наибольшая ширина — 5,3 км. Длина береговой линии — 24,5 км. Глубины: максимальная глубина — 24 м, средняя глубина — 11 м.
Шира — слабосолёное озеро, несмотря на то, что в него с юго-восточной стороны впадает небольшая речушка Сон, устье которой представляет собой болотистую низину. По составу озёрная вода слабощелочная, сульфатно-хлоридная, натриево-кальциевая, с повышенным содержанием магния. Содержание солей на протяжении всего озера неодинаково, наиболее высокое в центральной части.

## Исследования
Впервые горько-соленое озеро Schiracul (Шира-куль) описано путешествовавшим по Сибири (1771—1772) академиком П. С. Палласом ещё в XVIII веке. Целебные свойства озёрной воды стали широко известны со второй половины XIX века, местные жители давно знали о его целебных свойствах и считали священным. По утверждению Клеменц Д. А., до образования курорта озеро находилось во владениях татарина Торина.
Активным участником устройства курорта был томский купец-золотопромышленник З. М. Цибульский в 1873. По легенде Цибульский обратил внимание на то, что его собака, случайно раненная им на охоте вблизи озера и оставленная местному жителю подыхать, купаясь в озере, залечила раны и сама прибежала домой совершенно здоровой. Решив проверить, насколько целебна озёрная вода, Цибульский попробовал лечить ваннами свой застарелый радикулит и, действительно, избавился от болезни.
Начиная с конца XIX века изучением химического состава минеральных озёр Ширинского бассейна занимались врач С. Я. Елпатьевский (1886), Р. К. Пикок (1876, 1889), П. М. Попов (1886—1887), И. Т. Савенков (1889) профессора Меллер (1877), Э. А. Леман (1890), фармаколог профессор П. В. Буржинский и химик геолог профессор С.Залеский (1892), Е. В. Вернер (1895), врач В. М. Крутовский (1896), по рекомендации военно-медицинского инспектора Сибирского военного округа, тайного советника Е. П. Казанского исследования проводил Н. С. Касторский (1907), Ф. В. Людвиг (1903), Д. П. Турбаба (1904) и определили целебные свойства воды озера Шира. Ширинскую воду вернее отнести по крайней мере к двум: щелочно-глауберовым и горьким источникам, по содержанию сернокислой магнезии вода озера должна быть отнесена к знаменитым «горьким водам» Франца-Иосифа и Гунияди-Янос. Рядом с озером Шира находится озеро Шунет с насыщенной рапой и минеральной грязью.
Озеро Шира бессточное и вследствие этого аккумулирует загрязняющие вещества, попадающие в него с поверхностными стоками, а также приносимые впадающей в него рекой и атмосферными осадками. Комплексные исследования на территории участка озеро Шира по заказу Государственного природного заповедника Хакасский показали, что органическое загрязнение вод озера Шира представляет собой типичную картину, характерную для районов с умеренной антропогенной нагрузкой, и отражает состояние активно используемой для рекреационных целей зоны. Воды вблизи курортного комплекса умеренно загрязнённые. Содержание основных органических примесей не превышает значений ПДК для водоёмов общего культурно-хозяйственного назначения, но концентрации некоторых обнаруженных органических веществ в пробах воды достаточно высоки и свидетельствуют о неблагополучной экологической обстановке. По итогам научных исследований предложено:
Учитывая уникальность озерного комплекса Шира не только в масштабах Республики Хакасия, но и всей Российской Федерации, представляется целесообразным объявить особый режим природопользования на этой территории.Коллектив авторов под ред. В.В. Непомнящего, Природный комплекс и биоразнообразие участка «Озеро Шира» заповедника «Хакасский».

## История курорта
С 1 февраля 1891 года озеро Шира Минусинского уезда стало курортом и здесь началось возведение казённых и частных построек. Пребывание на озере обходилось дорого, и поэтому сюда приезжали на лечение только состоятельные люди — чиновники, купцы, военные, духовенство, дворяне, мещане-домовладельцы и зажиточные крестьяне.
В 1892 году Василий Иванович Суриков сделал летом в окрестностях озера Шира большое число этюдов и зарисовок. В 1894 летом, работая над картиной «Покорение Сибири Ермаком», Суриков едет в Сибирь по Оби, Енисею и на озеро Шира.
В 1895 на озере Шира был открыт приют для бедных больных на средства, собранные частью путем проведения музыкальных вечеров. Горячим инициатором этого дела явился томский писатель А. Н. Шипицин. Золотопромышленник И. М. Иваницкий пожертвовал самую большую юрту, которая была перенесена на берег, отремонтирована, разделена на 5 комнат, рассчитанных на 20 человек. При приюте были устроены кухня, погреб и купальня. Бедные больные получали от приюта освещение, стол, постель, ванны, купальни, лекарства и даже кумыс и массаж.
В 1896 году, будучи студентом, К. И. Скрябин, ставший впоследствии известным биологом, провел лето на озере Шира:
Озеро Шира — горько-соленый бассейн, лежащий в безлюдной степной зоне. На одном из берегов его располагалось несколько домиков, которые сдавались в аренду приезжавшим больным. Эту группку построек и именовали высокопарным словом «курорт». Вокруг озера не было ни одного деревца, что придавало всей окрестности особенно унылый вид.Скрябин К.И., О жизни и о себе. Моя жизнь в науке.
В 1897—1998 открылся по инициативе комитета приюта для бедных первый ванный корпус, доступный для всех за определённую плату (35 копеек). Он состоял из приемной комнаты, двух коридоров и 10 маленьких ванных комнат.
В 1898 на озере открылся курорт по рекомендации врача А. Г. Куркутова и В. М. Крутовского общественного деятеля И. Т. Савенкова, и постепенно пустынные берега озера превратились в благоустроенный курорт.
С начала XX века на берегу озера возник ряд курортно-медицинских учреждений. На юго-западном берегу озера расположен водолечебный улус, в котором имеются помещения для приезжих больных, ванны и др. здания, так как озеро объявлено водолечебным и признано курортом, на устройство которого в 1901 правительством отпущены были деньги. В улусе имеются частные дома, татарские юрты, лавки, небольшая церковь, гостиница, кухмистерские и др. постройки. Тогда же самый удобный путь на озеро Шира был через Красноярск. От Красноярска по Енисею до пристани Батени отправлялись на пароходах. Батеневская пристань находилась в трех верстах выше села Батени. Долгое время на этой пристани не было дома для ожидания парохода, и посетители курорта выходили и выносили багаж на берег под открытое небо. На пристани Управлением государственного имущества был построен в полугоре заезжий дом. Кроме того, есть проселок со станции Итат Сибирской железной дороги, которым пользуются едущие на Шира из Томской губернии.
Приемная комната врача находилась в ванном корпусе Ширинского курорта. Без разрешения врача ванны не отпускались. Врач осматривал больных и давал билет или записку, что больной не страдает заразными болезнями. При посещении ванного корпуса устанавливались очереди, список которых вывешивался в приемной комнате ванного корпуса. Из озера Шунет добывали грязь, которую использовали для ванн и натираний. Добывалась она со дна озера. Минеральная грязь — мягкая, сальная, чёрного цвета, с сильным запахом сероводорода, завозилась в бочках на озеро Шира и отпускалась для лечения по 10 копеек за ведро. Некоторые больные, имеющие крепкую, здоровую кожу, усиливали действие купания в озере предварительными растираниями ширинской глиной. Ею натирали все тело или только больные места. Затем некоторое время сидели на солнце, а потом уже купались. С той же целью некоторые больные делали компрессы из глины или воды.
Врачи советовали всем больным больше времени проводить на воздухе и делать хотя бы небольшие прогулки по окрестностям. Отдыхающие пешком ходили в «Каменный лог», на курганы, к кумысникам, к реке Карыш, увлекались охотой на уток, развлекались катанием на лодках, рыбачили, катались верхом на лошадях и в экипажах — к озеру Иткуль. Для развлечения посетителей курорта имелось несколько столбов для игры «исполинских шагов». Для детей оборудовалась площадка для игр. Для взрослых площадка для игр в «лаун-теннис», в крокет, за которые бралась особая плата по часам. Отдыхающие устраивали спектакли и танцевальные вечера. М. В. Красноженова из Красноярского общества любителей драматического искусства была инициатором постановки детских спектаклей, когда сама отдыхала на озере. Деньги шли на содержание санатория для учителей Енисейского общества.
Санаторий для учителей на озере Шира возник по инициативе В. Т. Зимина, пожертвовавшего на постройку 600 рублей. К 6 июля 1903 года здание было готово, и 19 июля санаторий был открыт. Он был рассчитан на 30 человек. В 1903 году лечилось и отдыхало 12 учителей.
Вода из озера Шира употреблялась только в качестве лекарства. Для обыкновенного питья, варки еды, для самоваров она была совершенно непригодна, так как на вкус горько-соленая и при испарении остается белый осадок. Вода для питья, стирки доставлялась из колодцев, которые находились в 1,5 верстах от озера, татарами Ториновыми на лошадях в бочках, по 70 копеек — 1 рубль с человека за сезон. А также осуществлялся привоз пресной воды из озера Иткуль. В начале 1900-х годов был построен водопровод пресной воды с этого озера.
Ежегодно на курорты озера Шира приезжало несколько опытных кумысников татар, которые селились в двух верстах от курорта (около колодцев) и ежегодно доставляли посетителям курорта кумыс по 20 копеек за бутылку. Климатические условия на озере Шира были благоприятными для кумысолечения. Кумыс — напиток, приготовляемый из кобыльего молока, является продуктом спиртового и молочнокислого брожения. Применение кумыса в лечебных целях в Сибири началось в 70-е годы XIX века. Лечение проводилось обязательно под наблюдением врача.
Посетители озера, не пользующиеся своим столом, получали обед, ужин и кипяток в самоварах из кухмистерских. Во время сезона их открывалось более 10. Утром и вечером к самовару давали печенье и молоко, в полдень — мясные пирожки, творожные ватрушки или оладьи. По желанию можно было получить кушанья, приготовленные и на масле, и на воде. Кухмистерские располагались в центре курортного поселка. Их устройство ничем не отличалось от устройства кухонь отдельных хозяйств. Тип постройки — деревянные избы с маленькими окнами. Главными предпринимателями на озере были Лаврова, Галин, Волжинский, Арнаутова, Яковлева, которые держали кухмистерские. Из кухмистерской обед, завтрак и хлеб отпускали за 18-25 рублей в месяц.
Посетители озера Шира пользовались услугами прачки, которая во время сезонов жила на озере. Плата за стирку колебалась от 5 до 10 копеек за штуку. Прачки жили в тяжелых условиях, ютясь в балаганах, где стиралось и сушилось бельё.
Наряду с поселком более или менее благоустроенным на озере Шира около него образовалось ещё два самостоятельных поселка: «Рабочая слободка», в которой насчитывалось около 50 построек — балаганов, и улус Иваницкого, насчитывающий около 25 юрт (данные на 1903). Преобладающим типом построек на озере Шира являлись юрты и балаганы, в которых жили рабочие, мелкие торговцы. Обычно такие постройки были небольшого размера на 2-3 человека. Роль балагана сводилась преимущественно к тому, что в нём спали и скрывались в ненастную погоду. Полов и окон в этого рода постройках не было. Балаганы снимались у владельцев по найму: средняя стоимость балагана — 10 рублей. Жители балаганов, рабочие, не пользовались столом из общей кухни, а готовили себе пищу на небольших печах — чувалах, устраиваемых около. Вместо пода клалась каменная плита, которая с боков и сзади также обставлялась плитами таким образом, чтобы образовалось несколько отверстий — заднее для выхода дыма. Это отверстие обкладывалось мелким плитами, и получалась небольшая труба. В других отверстиях готовилась пища в специальных сосудах. Для скрепления плит служила обыкновенная глина. Такая печь находилась обыкновенно под открытым небом. Изредка делали навесы из корья или бересты. Печь не отличалась прочностью, так как размывалась дождями и разрушалась.
В 1909 Суриков с дочерью Еленой провели весь июль на курорте Шира. Внучка художника Наталья Петровна Кончаловская пишет:
С курортной публикой Суриковы не общались, лечиться им было не от чего. Интересовали Василия Ивановича только хакасы. Он приглашал их к себе, Лена угощала их чаем. Суриков ездил к ним сам в улусы, писал их с натуры. Ему нравилось, как они сидели кучками за беседой прямо на траве, женщины отдельно от мужчин. Нравилось, как они пели, - что видят перед собой, о том и поют заунывно, однообразно. Плясали они не грациозно, но конские игры и скачки были бесподобныН.П. Кончаловская
В 1927 году по инициативе В. С. Пирусского был открыт первый сибирский санаторный пионерский лагерь, ещё ранее — в 1925 году им было открыто здесь отделение мотутерапии (лечебного движения).
Константин Николаевич Завадовский, профессор кафедр нервных и душевных болезней (1920—1928), пропедевтической клиники внутренних болезней (1938—1950), физиотерапии и курортологии (1928—1938) медицинского факультета Томского госуниверситета и лечебного факультета Томского медицинского института, принимал активное участие в организации курорта Шира. В 1920-х вместе с профессорами И. А. Валединским, М. Г. Курловым, П. П. Орловым участвовал в научно-исследовательских экспедициях по изучению курорта Шира, в 1936—1941 осуществлял научное руководство курортом Шира.
Академик Яблоков Дмитрий Дмитриевич был консультантом и научным руководителем курорта Шира.

## Курорт
Бальнео грязевый курорт. Высоко минерализованая озёрная вода содержит концентрацию солей 17-20 г/литр, аналогична Баталинской воде Кавказа. Также для лечения используется иловая грязь средне- и слабосульфидная среднеминерализованная.
Специализация
нервная система, опорно-двигательный аппарат, система пищеварения, органы дыхания, гинекологические, кожные заболевания, ЛОР.

## Галерея

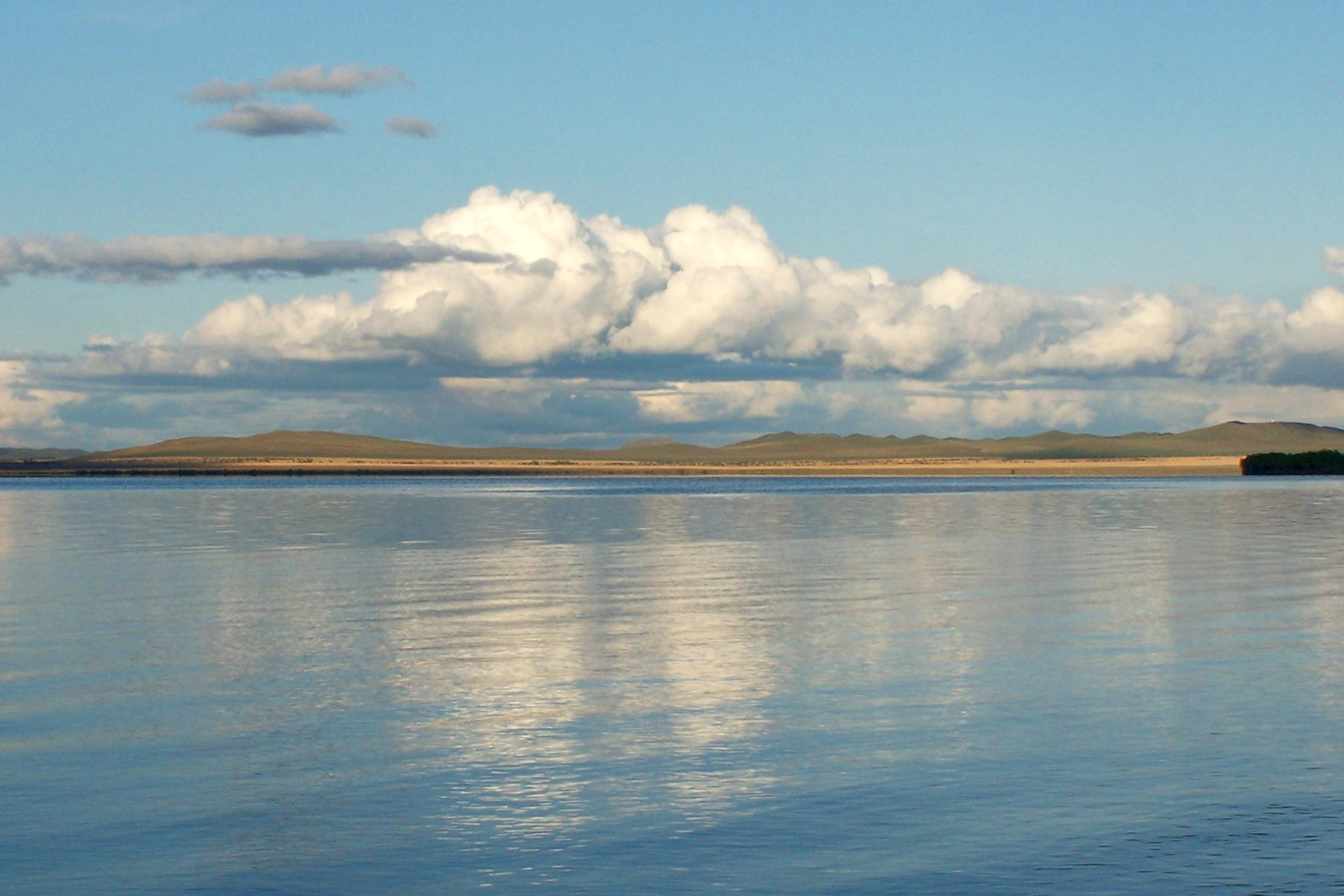
Озеро Шира
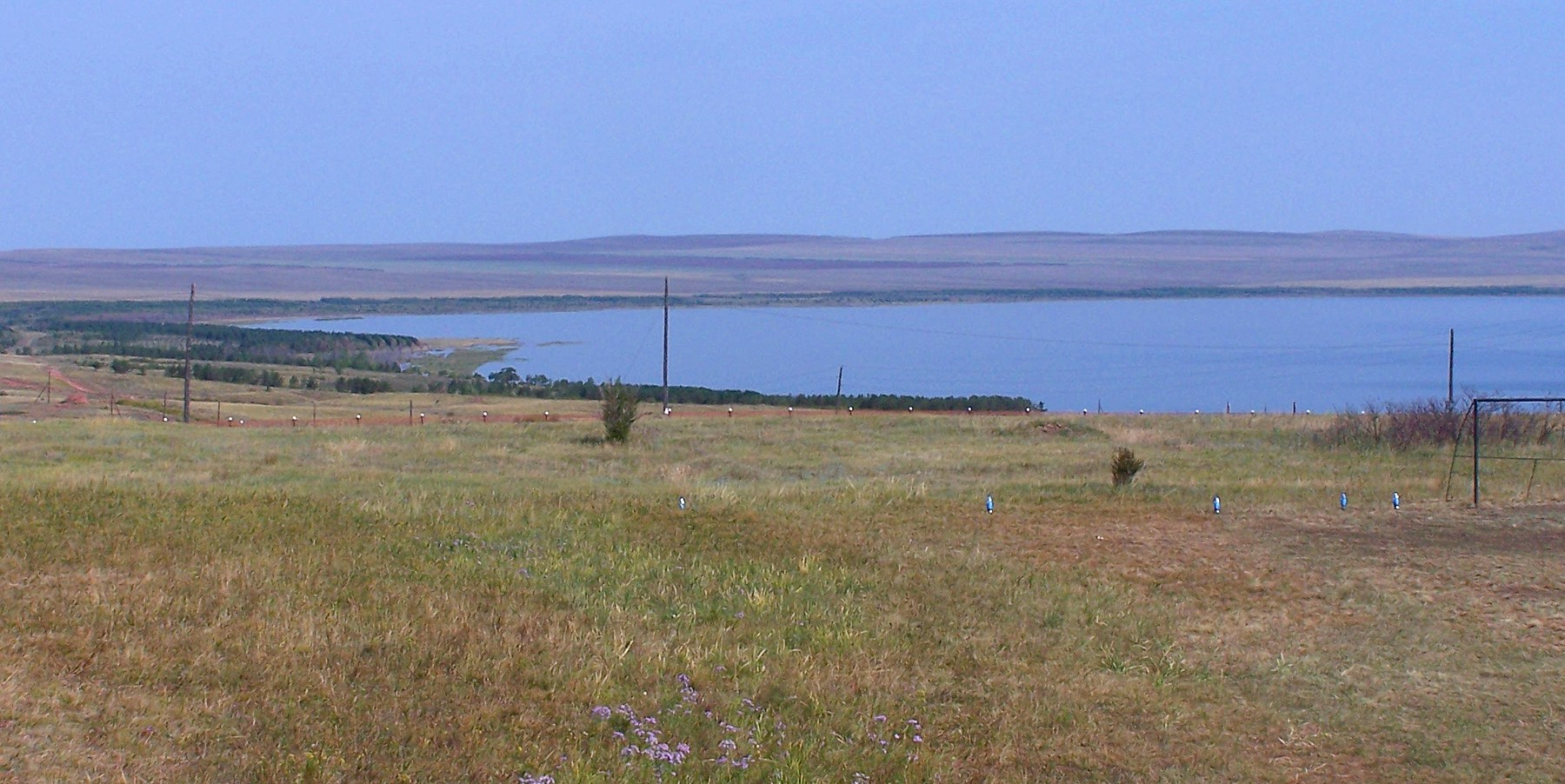
Западный берег
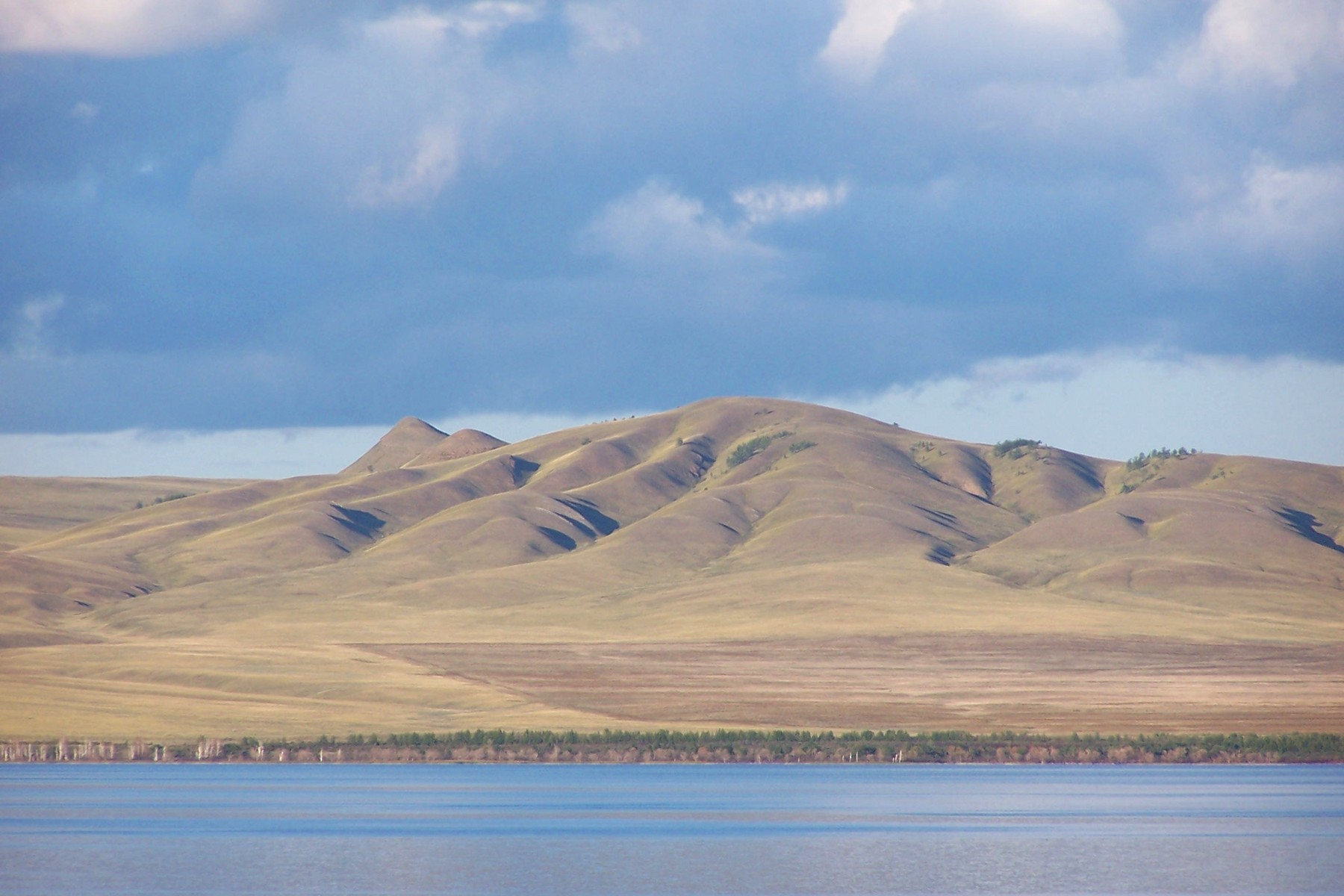
Холмы на восточном берегу
Купающиеся
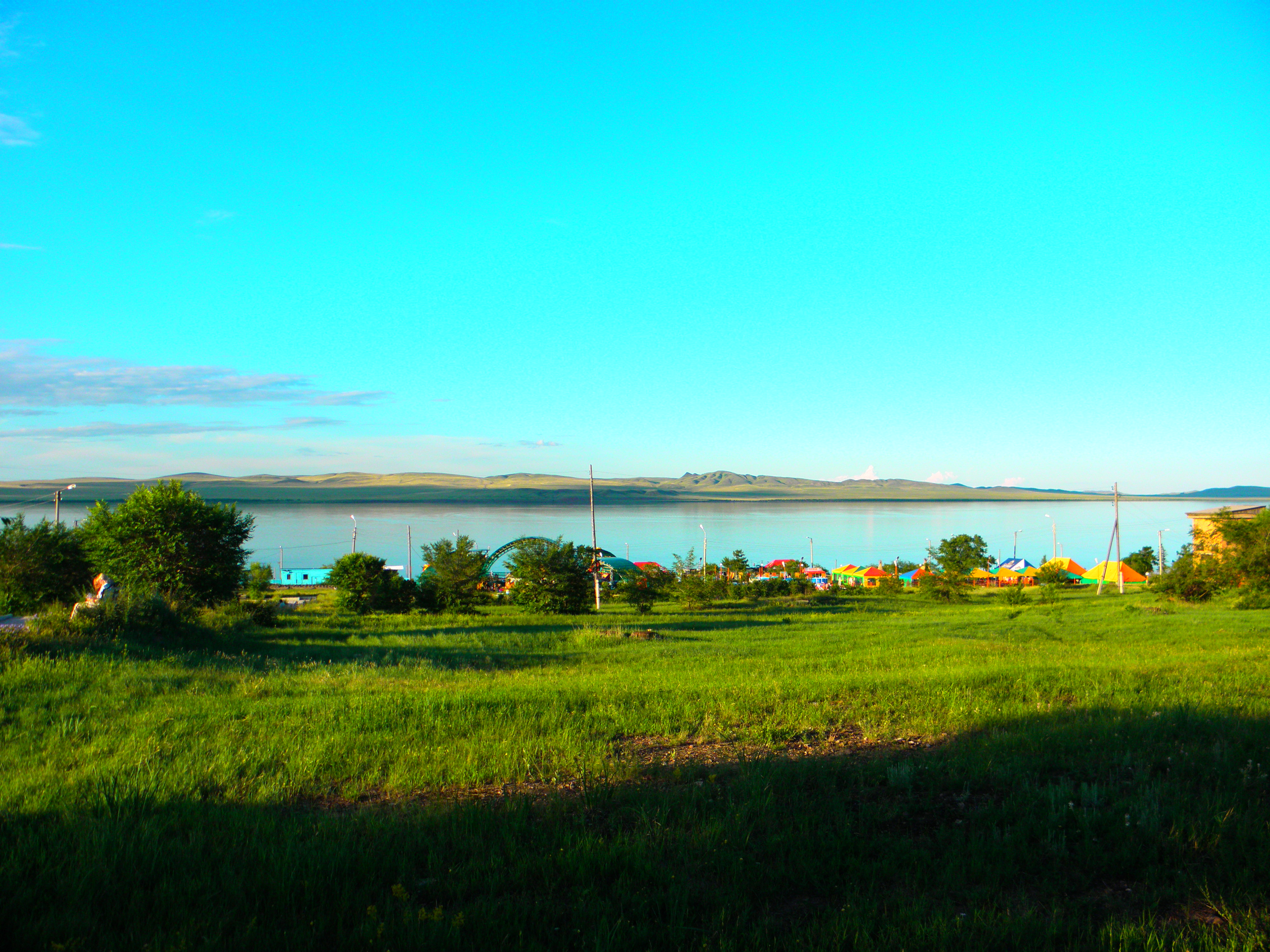
Берег озера